# Marinus Sørensen
Marinus Sørensen (Marinus Ludvig Sørensen; * 29. Januar 1898 in Kopenhagen; † 13. Februar 1965 in Hvidovre) war ein dänischer Sprinter.
Bei den Olympischen Spielen 1920 in Antwerpen wurde er Fünfter in der 4-mal-100-Meter-Staffel und erreichte über 100 m das Viertelfinale.
1923 wurde er Dänischer Meister über 100 m. Seine persönliche Bestzeit über 10,8 s stellte er am 6. August 1922 in Kopenhagen auf.